# Chapada dos Veadeiros
Coordonate: 14°  05'  S, 47°  40'  W

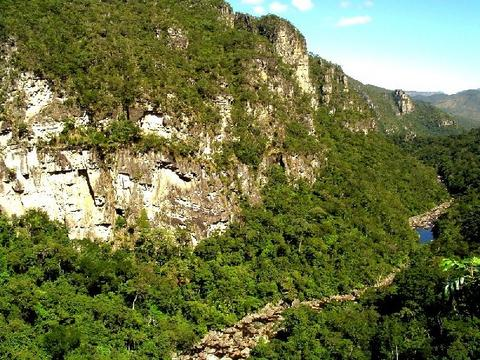

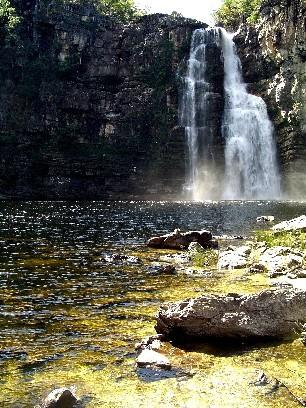

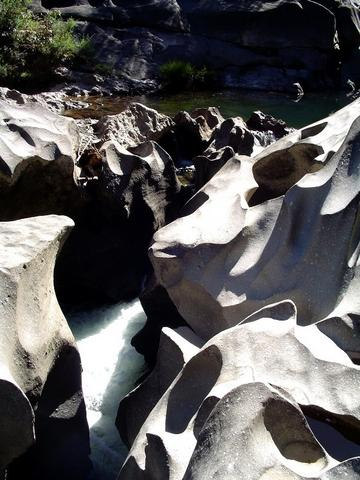

Parcul Național Chapada dos Veadeiros este situat pe un podiș în statul  Goiás din Brazilia. El a fost declarat parc național la data de  11 ianuarie 1961 cu scopul protejării izvoarelor, sistemului apelor curgătoare, florei  și faunei din Cerrado (savane). In parc se află 655 de izvoare pe o suprafață de  2.365 km², în regiune sunt localitățile Alto Paraíso de Goiás, Cavalcante, São João da Aliança, Teresina de Goiás și Nova Roma. Impreună cu parcul Ema au fost declarate în semptembrie 1981 patrimoniu mondial UNESCO. Locuitorii din regiune au trăit din vânzarea mineralelor și altor valori naturale existente aici. După declararea parcului au fost numeroase conflicte, situația s-a îmbunătățit creîndu-se locuri de muncă prin turism.
Chapada este situată într-o regiune cu altitudinea între 600 și 1650 m, cu o climă umedă tropicală, (temperatura medie anuală fiind 22°C, cu precipitații între  1500 și 1750 mm).
Timpul cel mai uscat este în luna septembrie, perioadă în care au loc frecvent incendii, iar perioada ploilor torențiale este din noiembrie până în februarie.

## Atracții turistice
Cel mai mare râu „Rio Preto” este un afluent al lui Rio Tocantins, are pe cursul lui căderi de apă cu înălțimea de 80 - 120  de m, curgând printr-un canion „Cariocas” cu pereți de 40 de m. Sunt căi de drumeție cu o lungime de 5 – 6 km, panorama „ São Jorge” sau „Alto Paraíso de Goiás”.